# Jason Davis (attore)
Jason Davis (Salt Lake City, 14 ottobre 1984 – Los Angeles, 16 febbraio 2020) è stato un attore e doppiatore statunitense.

## Filmografia parziale

### Attore
Cinema
- The Crude Oasis, regia di Alex Graves (1993)
- Mai dire ninja (Beverly Hills Ninja), regia di Dennis Dugan (1997)
- Le locuste (The Locusts), regia di John Patrick Kelley (1997)
- Mafia! (Jane Austen's Mafia!), regia di Jim Abrahams (1998)
- Rush Hour - Due mine vaganti (Rush Hour), regia di Brett Ratner (1998)

Televisione
- Pappa e ciccia (Roseanne) - 3 episodi (1993-1995)
- Settimo cielo (7th Heaven) - 3 episodi (1997)
- Cheerleader Scandal (Fab Five: The Texas Cheerleader Scandal) - film TV (2008)
- The Bathroom Diaries - un episodio (2014)

### Doppiatore
- Ricreazione (Disney's Recess) - 129 episodi (1997-2001)
- Ricreazione - La scuola è finita (Recess: School's Out) (2001)
- Recess Christmas: Miracle on Third Street (2001)
- Ricreazione: Un nuovo inizio (Recess: Taking the Fifth Grade) (2003)
- Recess: All Growed Down (2003)